# Anna Berliner
Anna Berliner (* 21. Dezember 1888 in Halberstadt als Anna Meyer; † 13. Mai 1977 in Forest Grove, Oregon) war eine deutsche Psychologin und Autorin.

## Biografie
Anna Berliner (geb. Meyer) kam 1888 als Tochter des jüdischen Kaufmanns Israel Meyer und seiner Frau Henriette, einer Unternehmerin, in Halberstadt zur Welt. Sie hatte drei Schwestern: Grete, Elisabeth und Gertrude. Ihre Familie fiel später dem Nationalsozialismus zum Opfer. In Halberstadt besuchte sie ein Gymnasium und machte ihr Abitur. Danach studierte sie 1909 zwei Semester in Freiburg im Breisgrau und  1910 ein Semester in Berlin Medizin, in Leipzig Zoologie sowie Mathematik und bei Max Brahn und Wilhelm Wundt Psychologie. Anfang 1914 promovierte Anna Berliner in Leipzig unter Brahns Leitung mit einer Dissertation über Subjektivität und Objektivität von Sinneseindrücken. Mit ihrem Mann Siegfried Berliner ging sie nach Japan, dann von dort später in die USA, wohin ihr Mann 1920 folgen konnte. Ab 1925 arbeiteten beide wieder in Deutschland, emigrierten aber aufgrund der Judenverfolgung 1938 in die USA. Das gesamte Übersiedlungsgut des Ehepaares Berliner, das in die USA transportiert werden sollte, wurde im Hamburger Hafen beschlagnahmt und anschließend meistbietend durch den Gerichtsvollzieher versteigert. Anna Berliners asiatische Teegeschirr-Sammlung wurde etwa vom damaligen Museum für Völkerkunde in Hamburg erworben.
In den USA war Anna Berliner vor allem in der Optometrie und Wahrnehmungspsychologie tätig war. 1949 zog Berliner mit ihrem Ehemann nach Forest Grove im Bundesstaat Oregon, wo sie eine vorübergehende Lehrtätigkeit ausübte. 1951 wurde sie Professorin und Leiterin des Psychologischen Labors. Sie ging 1962 in den Ruhestand. Anna Berliner wurde mit 88 Jahren in ihrem Haus von einem drogenabhängigen Schüler ermordet. Er gestand später, sie aus Wut getötet zu haben.

## Werke
- The Rorschach determinant in terms of visual psychology. In: Optometric Weekly. Band 46, 1955, S. 13–20.
- Reminiscences of Wundt and Leipzig. 1959.